# Б'юмаріс (замок)
Замок Б'юмаріс (у деяких джерелах невірно передається як Бомаріс, англ. Beaumaris Castle) — середньовічний замок у графстві Англсі в Уельсі, внесений до Світової спадщини ЮНЕСКО у складі об'єкту «Замки та фортеці короля Едуарда I в королівстві Гвінед».

## Назва
Назва замку була отримана від назви розташованого поблизу міста, яка є викривленим нормано-французьким виразом Beau Mareys (Бо Маре), що перекладається як «Красиве болото» (сучасне фр. Beau marais), а латиною назва замку була de Bello Marisco..
Якщо назва міста вимовлятися як Б'юмаріс, так і Бомаріс, то назва замку в англійській мові вимовляється лише як Б'юмаріс (див. також англомовну версію статті).

## Опис

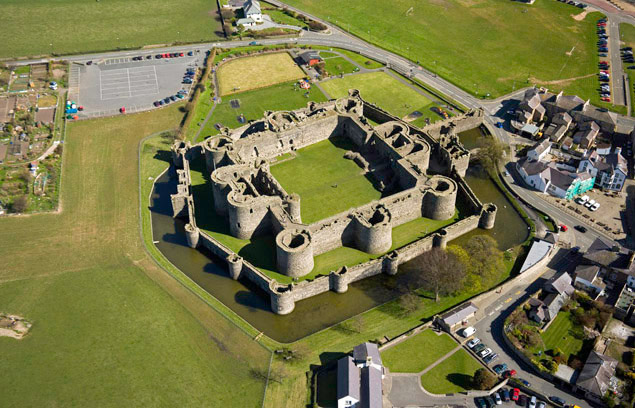
Вид замку згори

Замок Б'юмаріс — один із замків, побудованих королем Едуардом I для того, щоб посилити англійський вплив в Уельсі. Будівництво розпочалося в 1295 році, в рамках військової кампанії в Уельсі. Керівником робіт був поставлений Жак де Сен-Жорж (Джеймс із Сен-Джорджу) з Савої.
Замок був розташований у куті міста, за планом схоже на замок у місті Конві, хоча у Бомарісі спочатку міські мури лише були закладені, але не будувались.
Будівництво тривало протягом 35 років, але не було завершено через розпочату королем Шотландську кампанію, що сильно вдарила по його фінансах. В цілому вартість будівництва коштувала величезні для того часу £15 000. Так, будівництво почало уповільнюватись 1296 року і повністю зупинилось 1300 р., коли було витрачено бл. £11 000. Зупинка була переважно через розпочату Шотландську кампанію, але замок лишився частково збудованим — внутрішні мури і вежі були лише розпочаті, а північна і північно-східна сторони взагалі не мали зовнішнього захисту. У 1306 король Едуард I занепокоївся можливим вторгненням шотландців у Північний Уельс, але незавершений замок вже потребував ремонту. Відновилися роботи над завершенням зовнішніх мурів, спочатку під керівництвом Джеймса, а після його смерті у 1309 році, під керівництвом Мастера Ніколаса де Дернефорда (Nicolas de Derneford).. Ця робота врешті повністю зупинилася 1330 року, коли замок ще не досяг запланованої висоти. Королівське дослідження 1343 року порахувало, що для завершення замку потрібно ще принаймні £684 (додатково до £15 000 витрачених), але ці гроші так і не були виділені.
Як би замок був завершений, він ймовірно сильно нагадував би замок Гарлек. — обидва зведені за концентричним проєктом, з ровом (який зараз частково засипаний). Замок розташований на узбережжі острова Англсі і замикає східний вхід в протоку Менай.
Замок Б'юмаріс був зведений прямо на березі, на ґрунті з валунної глини та інших осадів, які формують місцеве узбережжя, з використанням місцевого каменю (привезеного не більше 16 км від замку) — вапняку, пісковику та зеленого сланцю. Деяке каміння привозили з кораблями морем, наприклад з вапнякових копалень у селищі Пенмон далі на північ по узбережжю острова. Різне каміння використовувалось при будівництві веж та мурів досить випадковим чином, але використання сланцю припинилось після паузи у будівництві 1298 року, і тому його видно тільки у нижчих рівнях стін.
Зовнішні мури складалися з 8-ми сторонньої куртини та 12 веж і двох брам; внутрішні мури масивніші та вищі і мають дві великі брами у формі латинської «D» та 6 веж, забезпечували хорошу захищеність фортеці. в ньому відсутній донжон — передбачалось, що у внутрішньому мурі розмістяться ряд господарських та житлових будівель.
Одна з брам вела до «Брами у моря», друга — на північну сторону замку. Мури і вежі початково були облаштовані бл. 300 вогневими позиціями лучників, у тому числі 164 прорізи для стріл, хоча 64 прорізи на рівні землі були заблоковані, щоб їх не могли використати вороги, або на початку 15-го ст. або під час Англійської революції.
Рів навколо замку, раніше з'єднаний з морем, дозволяв великим суднам під час припливу підходити майже впритул і розвантажуватися біля воріт замку.
Замок був захоплений уельськими силами 1403 року під час Оуайна Гліндура (валл. Owain Glyndŵr), останнього «справжнього» принца Уельського, однак відбитий англійськими військами 1405 року.
Після початку Англійської революції 1642 року, замок утримували сили, лояльні до короля Карла I, аж до 1646 року, коли замок був зданий парламентській армії. Незважаючи на те, що замок був частиною місцевого роялістського повстання 1648 року, замок уникнув знищення — у ньому був розміщений гарнізон парламентської армії. Але вже з 1660 року замок був покинутий, і лише в 19 ст. був приєднаний до маєтку і парку місцевої шляхти. У 21 ст. руїни замку перебувають під управлінням вельського охоронного фонду Cadw як туристичний об'єкт.
Замок добре зберігся і внесений до Світової спадщини ЮНЕСКО у складі об'єкту «Замки та фортеці короля Едуарда I в королівстві Гвінед», з описом «один з найкращих зразків європейської військової архітектури 13-початку 14 ст.».

## Галерея

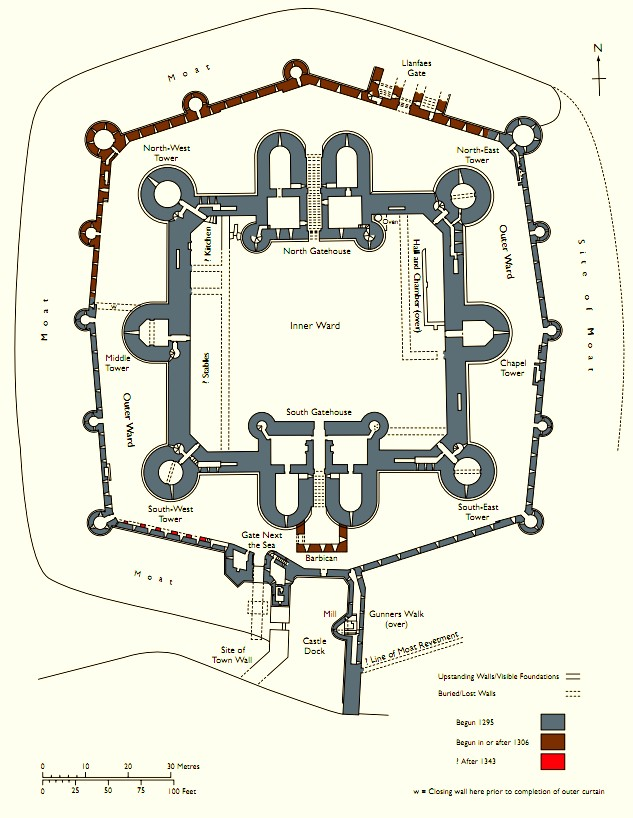
План замку
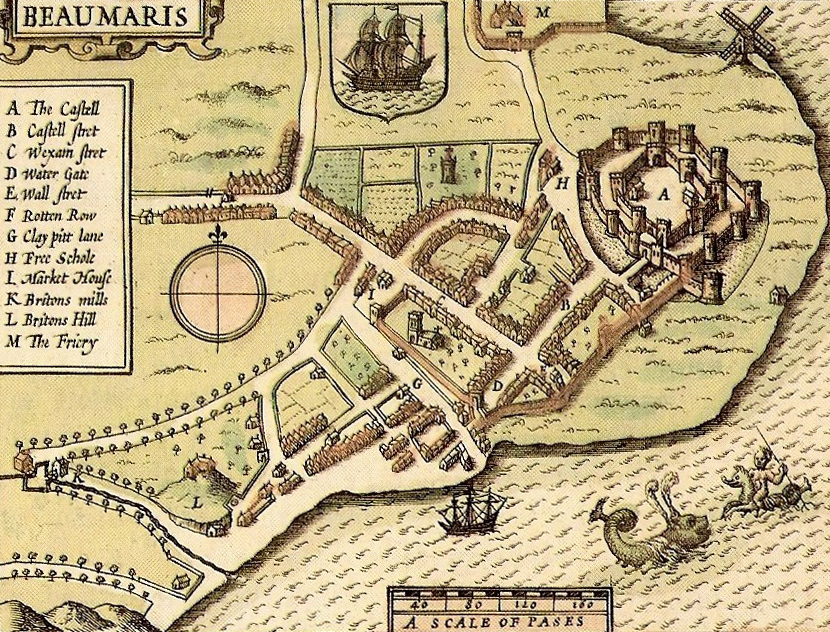
Мапа Джона Спіда, яка показує замок та розташоване поруч місто з муром у 1610 р.
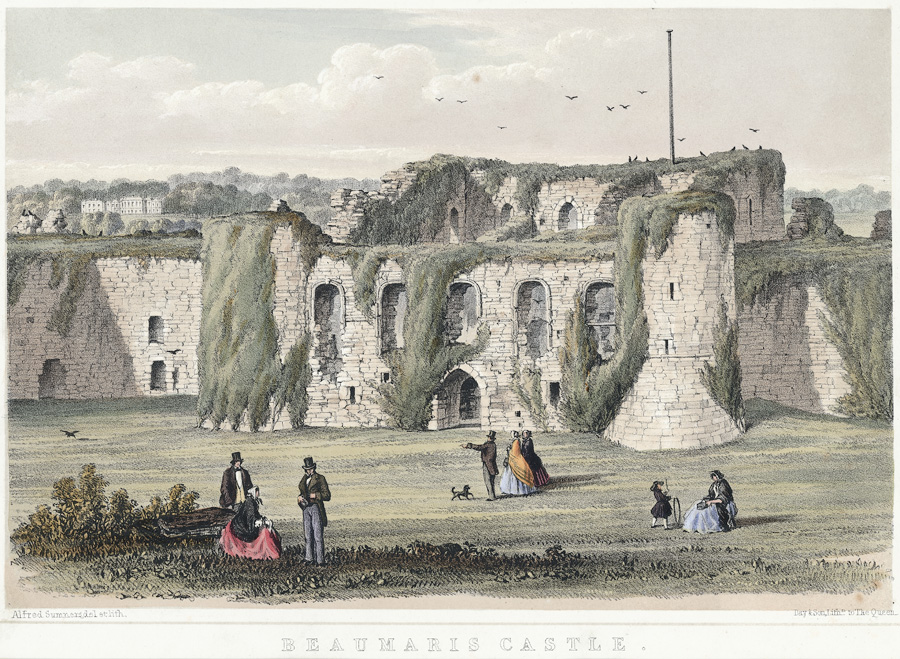
Замок Б'юмаріс у 1852 р.
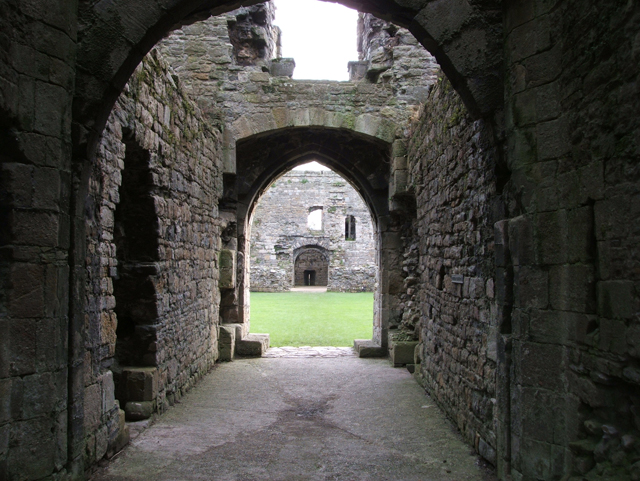
Вхід через південну браму

## Інформація для відвідувачів
Замок відкритий з квітня по вересень.